# Esarhaddon
Esarhaddon ook wel Asarhaddon (Aššur-aḫḫe-iddina) was 681 - 669 v.Chr. een koning van Assyrië. 

## De opvolging
Hij slaagde erin zijn broers te verslaan in de strijd om de troon van Assur. In deze strijd om de troonopvolging kreeg hij grote steun van zijn moeder, Naqi'a-Zakutu, de tweede vrouw van koning Sennacherib, die haar eigen zoon aan de macht wilde brengen. Hij was een jongere zoon van Sanherib en zijn opvolging druiste dus in tegen het eerstgeboorterecht (qīnu). Aan het einde van Sanheribs leven ontvluchtte deze zijn hoofdstad om te ontkomen aan de rivaliteit van zijn zoons en opvolgers, maar hij werd vermoord, waarschijnlijk door Esarhaddons oudere broer Arda-Muliššu, met medeweten van andere broers. In zijn achtste regeringsjaar schreef Esarhaddon een rechtvaardiging voor zijn handelen waarbij hij verklaarde dat deze vadermoord alle qīnu ontkracht had en hij de rechtmatige opvolger was omdat hij vader gewroken had. Zelf zou hij (tevergeefs) zijn eigen opvolging trachten te regelen door een van zijn jongere zoons als opvolger aan te wijzen. Het resultaat was een interregnum en een broederstrijd. Dit was een regelmatig terugkerend probleem dat aan vazallen de gelegenheid gaf ontrouw te worden of zich te mengen in de strijd.

## De levant
In 680 v.Chr. kon hij beginnen aan het oplossen van allerlei conflicten.Toen Assyrië verrast werd door een plotselinge aanval van de Cimmeriërs van over de Taurus, wist Esarhaddon ze terug te drijven over wat nu de Kizil-Irmak rivier is (679 v.Chr.).
Koning Abdi-Milkuti van Sidon kwam in 677 v.Chr. tegen hem in opstand, maar de stad werd ingenomen en verwoest. De bewoners werden afgevoerd naar Assyrië, Abdi-Milkuti gevangengenomen en het gebied van de stad aan Tyrus - toen een trouwe vazal - gegeven. Omdat hij het gestook van de Egyptenaren zat was, viel hij El Arish aan de noordkust van de Sinaï aan (677 v.Chr.).

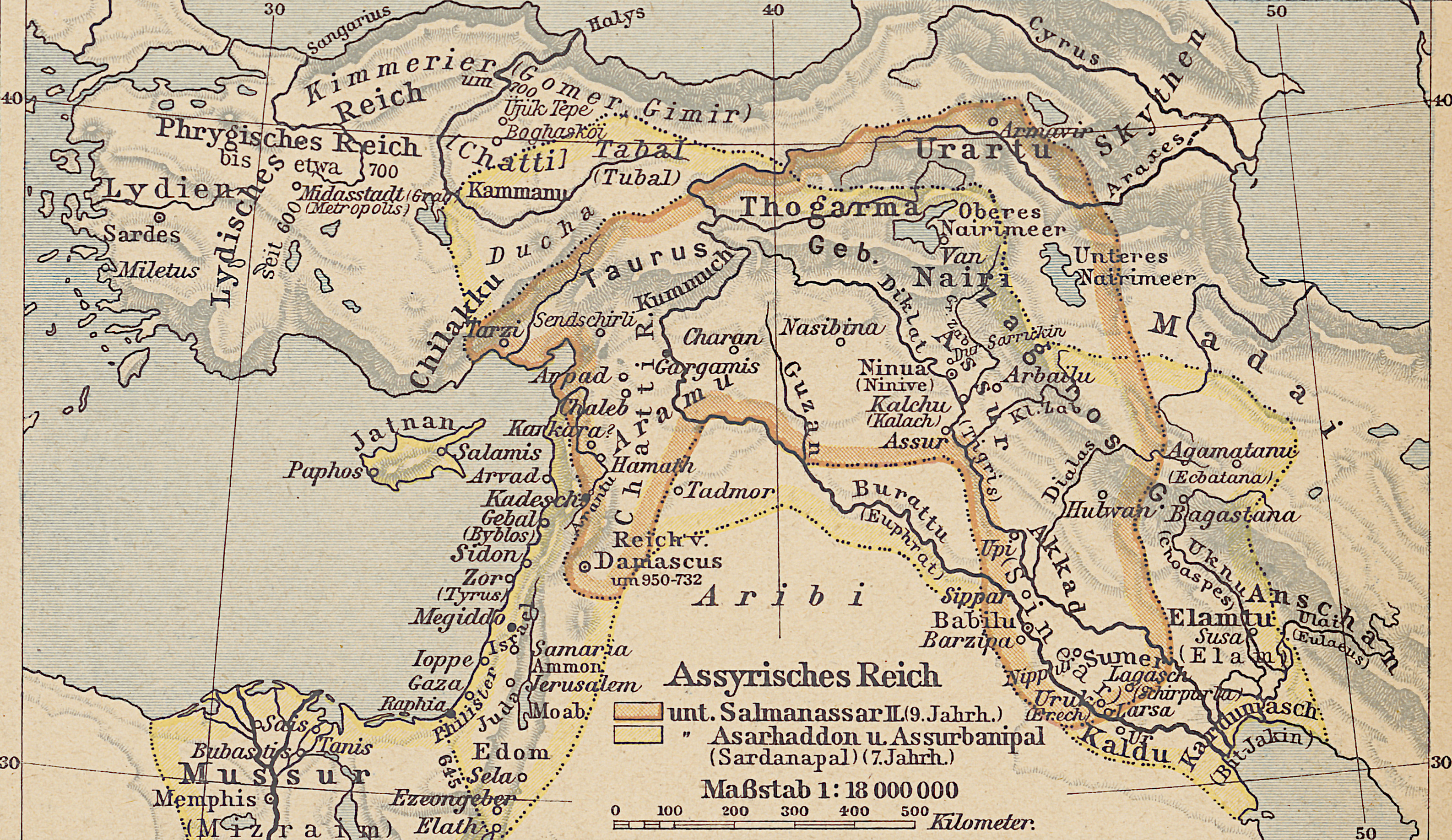
Het Assyrische Rijk onder Esarhaddon.

Esarhaddon bleef twee jaar bij het Taurusgebergte vanwege de toestand in het noorden. Daar dreigden de Scythen en Cimmeriërs een inval te doen. Hij versloeg de Scythen die zich hadden verbonden met de Mannaeërs en de Meden (676 v.Chr.).
Hij trok op tegen de Filistijnen van Ashkelon, maar kwam oog in oog te staan met de Egyptenaren en moest zich terugtrekken (674 v.Chr.). De vorsten van Cyprus betaalden schatting aan hem en erkenden zijn oppergezag (673 v.Chr.). 

## Tyrus en Egypte
Toen Esarhaddon in Fenicië Kar-Esarhaddon ("haven van Esarhaddon") stichtte als bestuurscentrum voor de nieuwe Assyrische provincie en de Assyriërs hiermee de zeehandel in eigen handen namen, kwam hij terecht in het vaarwater van Tyrus. Er waren aanvankelijk vriendelijk betrekkingen tussen koning Ba'alu (Ba'al) van Tyrus en Esarhaddon geweest. Er werden bouwmaterialen naar Assyrië gestuurd en er was een verdrag aangaande de scheepvaart van Tyrus. Maar tijdens Esarhaddons tweede veldtocht tegen Egypte ging Ba'alu naar het schijnt een bongenootschap aan met de Egyptische koning Taharqa. Esarhaddon blokkeerde Tyrus en sneed de aanvoer van drinkwater en voedsel af om de stad tot gehoorzaamheid te dwingen Hij rukte op tegen Egypte waar hij Taharqa versloeg en Memphis innam (671 v.Chr.). Kort daarna kwamen de Egyptenaren in opstand en begon Esarhaddon in 669 v.Chr. aan een tweede veldtocht. Tijdens deze tocht zou hij in Egypte overlijden.

## Zijn twijfels
Hoe spectaculair zijn daden ook waren, hij bleef een zwak en aarzelend vorst. Herhaaldelijk liet hij de priesters de goden raadplegen en op den duur durfde hij zelf geen beslissingen meer te nemen.  In april 672 v.Chr. waarschuwde de hoofdastroloog Adad-shumu-usur van het Assyrische hof voor de maansverduistering van 15 Tebetu (X) 671 die onheil voor Esarhaddon voorspelde. Daarom liet hij zich tijdelijk vervangen door een schijnkoning. Men krijgt de indruk dat deze koning de naderende ondergang van het Assyrische rijk voorvoelde. Hij riep in 672 v.Chr. zijn jongere zoon Assurbanipal uit tot zijn opvolger in Assur. Zijn oudere zoon, Shamash-shum-ukin, zou dan onderkoning van Babylon worden, met dien verstande dat hij de vazal van zijn jongere broer moest worden. Het resultaat was opnieuw broederstrijd en het opnieuw uiteenvallen van Mesopoamië.